# Велика Уса (притока Пізі)
Вели́ка У́са (рос. Большая Уса) — річка в Куєдинському та Чайковському районах Пермського краю, Росія, ліва притока Пізі.
Річка починається на південно-західній околиці села Маламалки. Протікає спочатку на північний захід до села Велика Уса. Потім повертає на південний захід до села Колегово, після якого течія змінюється то в західному, то в південно-західному напрямках. Окрім ділянки навколо села Велика Уса, протікає через лісові масиви тайги. Після прийому праворуч притоки Мала Уса служить кордоном двох районів. Приймає багато приток, найбільшій з яких:
- праві — Мала Уса, Борміст, Альняш;
- ліві — Доєнка, Верхній Асаф, Середній Асаф, Кальта.

На річці розташовані села Куєдинського району Окулов Починок, Велика Уса та Колегово. В селі Велика Уса створено 2 ставки та збудовано автомобільний міст.